# 秋草
三菱 MXY8 秋草
駐機中の秋草
- 用途：練習機
- 分類：特殊機（滑空機）
- 設計者：海軍航空技術廠
- 製造者：三菱航空機（現三菱重工業）
- 運用者：大日本帝国（海軍・陸軍）
- 初飛行：1944年（昭和19年）12月26日（軽滑空機）
　　　　　 1945年（昭和20年）1月8日（重滑空機）
- 生産数：50 ~ 60機
- 退役：1945年9月
- 運用状況：退役

秋草（あきぐさ）は、大日本帝国海軍の海軍航空技術廠で開発されたロケット迎撃機「秋水」の訓練用滑空機（軍用グライダー）である。海軍の識別符号はMXY8。大日本帝国陸軍ではク13と識別符号を与えたが、愛称は特に無く単に「秋水滑空機」と呼ばれた。

## 開発
激化する日本本土空襲に対する切り札として、ドイツ空軍のメッサーシュミット Me163を元に開発が始められた秋水（J8M、キ200）であったが、ドイツから直接もたらされた資料は機体・エンジン・燃料のいずれも僅かであり、その技術移転は困難を極めた。そこで、Me163の設計を変更した機体の試作が進められる一方で、操縦士養成のためにエンジンを搭載しない滑空機が、実用機の完成を待たずに開発されることとなった。
1944年12月26日、秋水の運用部隊として編成された海軍三一二航空隊の犬塚大尉によって軽滑空機の滑空飛行試験が行なわれた。滑空試験は順調に回を重ね、操舵感覚は良好で機体設計そのものに問題なしとの評価を受けた。1945年1月8日にはエンジンと武装が外された状態の実機と同じ状態の重滑空機が、やはり犬塚大尉の手によって滑空試験を行なった。
試験の結果は良好で、滑空機は実用機の愛称「秋水」にちなんで「秋草」と命名され、直ちに生産、運用が始まった。

## 設計

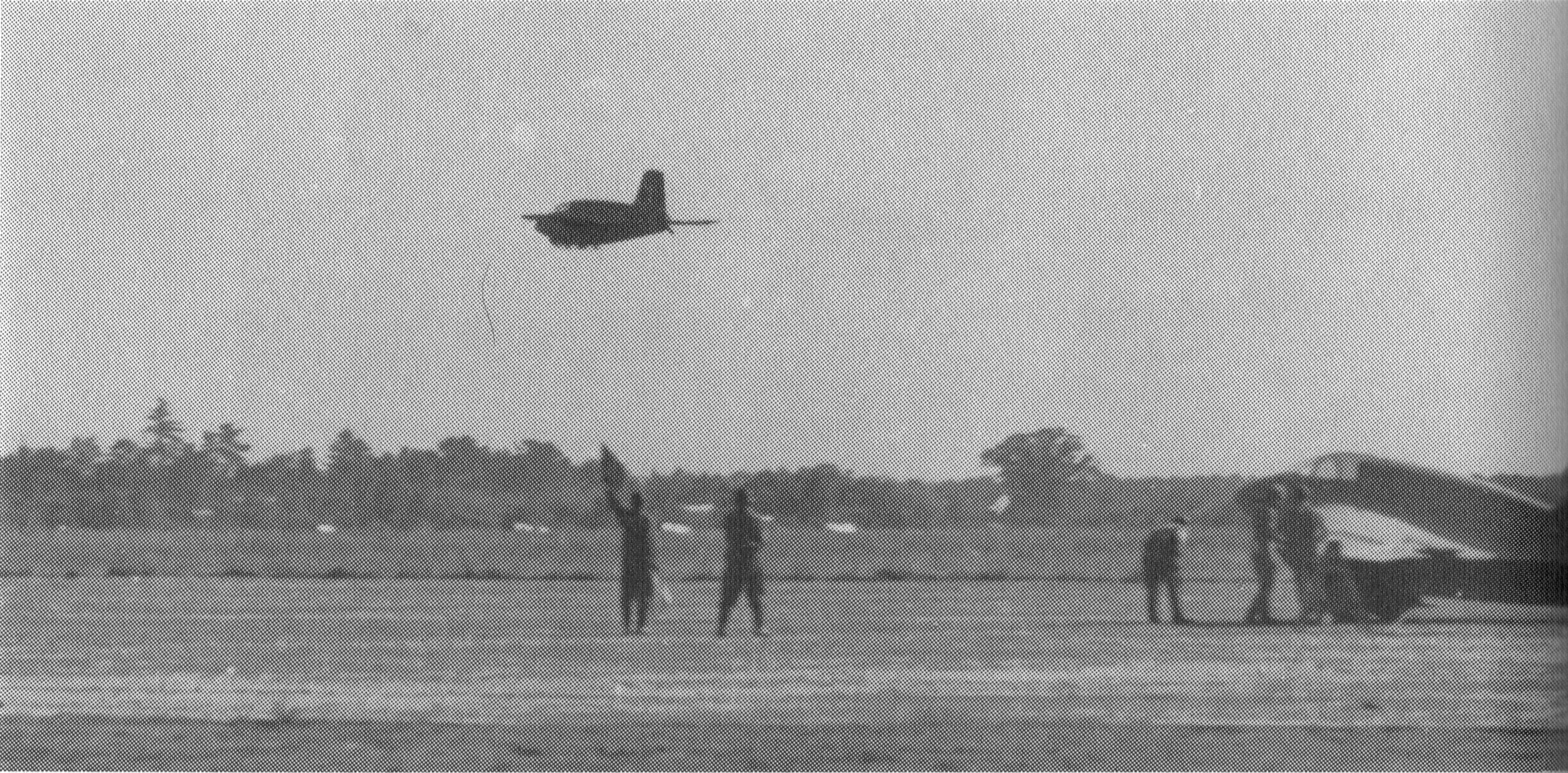
滑空中の秋草

胴体が金属製、主翼をはじめとする翼部が木製の秋水に対し、秋草は秋水と同じ金属製胴体と木製翼の「重滑空機」と、胴体も木で作られた全木製の「軽滑空機」があった。胴体内にはバラストタンクがあり、水を満たした状態で離陸後、帰還時に燃料を消費した後の秋水の飛行特性に近づけるようになっていた。
基本的な外形は秋水と同じで、全幅に対して全長が短いため縦方向の安定性が良くなかったという。無尾翼の為、主翼に昇降舵があり、これが補助翼を兼ねるエレボンを使用していた。
曳航機は、軽滑空機には二式陸上中間練習機が、重滑空機には彩雲が用いられた。

## 運用
完成後、一度に大量の秋水搭乗員を養成するため、秋水の初飛行を待たずに生産と配備が始まった。1945年8月10日に陸軍の秋草が訓練中に墜落事故を起こし、搭乗員が重傷を負っている。
軽滑空機は終戦までに50から60機が、重滑空機は2機が生産された。他に先進的な練習機としてモータージェット「ツ11」を搭載した秋花（MXY9）が設計されたが、実際には作られなかった。

## 仕様
- 乗員:1名
- 全長:6.05m
- 全幅:9.50m
- 全高:2.70m
- 翼面積:17.7m2